# 2000 GB4
2000 GB4 är en asteroid i huvudbältet som upptäcktes den 2 april 2000 av de båda japanska astronomerna Seiji Ueda och Hiroshi Kaneda i Kushiro.
Asteroiden har en diameter på ungefär 10 kilometer och den tillhör asteroidgruppen Adeona.